# Guillem de Septimània
Guillem de Septimània (826-850) fou comte de Tolosa (844-849), de Barcelona i d'Empúries (848-850). Va usurpar els honors del seu pare a Gòtia i a Septimània des del 848 fins a la seva mort el 850.

## Orígens familiars
Fill del comte de Barcelona Bernat de Septimània i de Duoda, va néixer el 29 de novembre del 826. Fou apadrinat pel seu oncle Teodoric, comte d'Autun, que va morir poc després cap al 830 encarregant la seva protecció a l'Emperador Lluís el Pietós. Quan aquest va morir el juny del 840 la custòdia del jove va passar a Carles el Calb. En aquest temps Guillem vivia a Usès i algunes temporades a Tolosa amb el seu pare. El 22 de març del 841 va néixer el seu germà, Bernat Plantapilosa, fundador del ducat d'Aquitània.

## Rebel·lió contra Carles el Calb
El 25 de juny del 841 (dia de la batalla de Fontenoy-en-Puisaye) Guillem es va presentar davant Carles el Calb sol·licitant la investidura dels beneficis borgonyons del seu padrí, que li foren concedits, acollint-lo al palau i prometent-li per més tard el comtat d'Autun. Però la investidura del magnat Garí (lloctinent reial d'Aquitània) com a comte d'Autun degué ser un motiu de trencament. L'espoliació de les seves propietats borgonyones i la destitució del seu pare com a comte de Tolosa (juliol del 842) i després la seva execució el maig del 844, van abocar a Guillem al bàndol del rebel Pipí II d'Aquitània, amb el qual va combatre a la batalla d'Angumois el juny del 844. Pipí li encomanà el comtat de Tolosa per substituir el seu difunt pare, comtat que li disputa el comte Frèdol. Potser per això Pipí li encomanà els comtats de Bordeus i Agen i el ducat de Gascunya el 845 deixant a Frèdol el comtat i ducat de Tolosa.
Consta que en aquest any els normands van presentar-se a Bordeus i el comte i duc Séguin els va fer front, però va ser derrotat i mort i Guillem va ocupar el seu lloc. Els normands van assolar Aquitània i van arribar fins a Llemotges; el 847 tornaren a assolar Bordeus que va ser assetjada per un temps bastant llarg entrant-hi finalment abans que Carles el Calb, que n'acudia en socors, pogués arribar-hi. Aquí Guillem va ser fet presoner. La inactivitat de Pipí II feu que molts nobles canviessin de bàndol i així Carles el Calb es feu coronar rei de França i d'Aquitània a Orleans el 6 de juny del 848. Probablement Pipí degué arribar a un acord amb els normands per deixar lliure a Guillem i que aquest pogués passar a la Gòtia per aixecar-la contra Carles el Calb.

## Usurpació del poder a Barcelona i Empúries
El 848 Guillem s'emparà de Barcelona i Empúries diuen les cròniques que "més per engany que pas per la força". Això fa pensar que Sunifred I morí de mort natural i que en nomenar Carles el Calb com a comte i marquès a Aleran, Guillem fes valdre els seus drets i fos reconegut. Però la coincidència amb la desaparició de Sunyer I d'Empúries i Berà II al Conflent i Rasès també sosté la hipòtesi que va prendre el poder per una traïció dels nobles que li eren favorables, potser mitjançant un cop d'estat simultani a Barcelona i a Empúries.
L'estiu del 849 Carles el Calb decidí atacar Aquitània. El comte Frèdol li obrí les portes de Tolosa i fou ratificat en el seu càrrec. Pipí II va fugir i Carles va presentar-se a Narbona i va nomenar Aleran com a comte de Barcelona i Empúries-Rosselló i marquès de Septimània, i com que s'havia d'ocupar també de Guillem li va assignar un comte adjunt anomenat Isembard. A Guifré li donà els comtats de Girona i Besalú i a Salomó els comtats de Cerdanya, Urgell i Conflent. Aleran, Guifré i Salomó no van tenir gaires dificultats per instal·lar-se als seus comtats i Guillem demanà l'ajuda de l'emir Abd al-Rahman II.
Quan el febrer del 850 Carles el Calb marxà d'Aquitània, els nobles es revoltaren altre cop en favor de Pipí II, Sanç Sànchez (un noble enemic de Carles) va prendre el poder a Bordeus i Gascunya, i Guillem va entrar a Barcelona amb soldats àrabs sota el comandament d'Abd al-Karim ben Mugith, i assetjà Girona sense prendre-la, assolant molts territoris. Carles va enviar reforços i Guillem fou derrotat. A la ciutat de Barcelona fou fet presoner per nobles partidaris del rei i executat.